# Liberal (Kansas)
Pour les articles homonymes, voir Liberal.
La ville de Liberal est le siège du comté de Seward, situé dans l’État du Kansas, aux États-Unis. Sa population s’élevait à 20 525 habitants lors du recensement de 2010, estimée à 20 350 habitants en 2016.

## Source
- (en) Cet article est partiellement ou en totalité issu de l’article de Wikipédia en anglais intitulé « Liberal, Kansas » (voir la liste des auteurs).